# Climat de la Côte d'Ivoire

Carte climatique de la Côte d'Ivoire montrant la classification de Köppen (1980-2016).

Le climat de la Côte d'Ivoire est principalement tropical. La Côte d'Ivoire est la zone de transition entre le climat équatorial humide et le climat tropical sec, ce qui permet au pays d’être divisé en deux zones principales (le Sud et le Nord). Il existe quatre types de climat avec des saisons spécifiques et une température oscillant autour de 28 °C en moyenne.

## Description
Compris entre 4° et 10° de latitude Nord et entre 2° et 9° de longitude Ouest, le territoire de la Côte d’Ivoire est distant de l'équateur d'environ 400 km sur ses marges méridionales, et du tropique du Cancer d’environ 1 400 km sur ses frontières septentrionales. Le climat ivoirien, généralement chaud et humide, constitue dès lors une transition entre l’équatorial et le tropical. Équatorial le long des côtes et semi-aride à l'extrême Nord.

Carte climatique de la Côte d'Ivoire montrant la classification de Köppen (2071-2100).

La Côte d'Ivoire connaît généralement des variations importantes de température entre le Nord et le Sud, mais également sur le long de l’année en fonction des saisons. Les températures oscillent autour de 28 °C en moyenne. Deux grandes zones climatiques se côtoient: le climat équatorial et le climat tropical de savane, lui-même plus ou moins sec.
Selon le système de classification climatique de Köppen–Geiger, le climat ivoirien est principalement tropical (Köppen A), sec (Köppen B) et tempéré (Köppen C) dans certaines régions. Il peut être classifié en quatre avec un climat équatorial dans la partie sud, un climat de montagne dans la partie ouest, un climat tropicale de savane humide dans la partie centrale et un climat tropicale de savane sec dans la partie nord du pays,.

## Classification du Climat en Côte d'Ivoire

### Climat subéquatorial

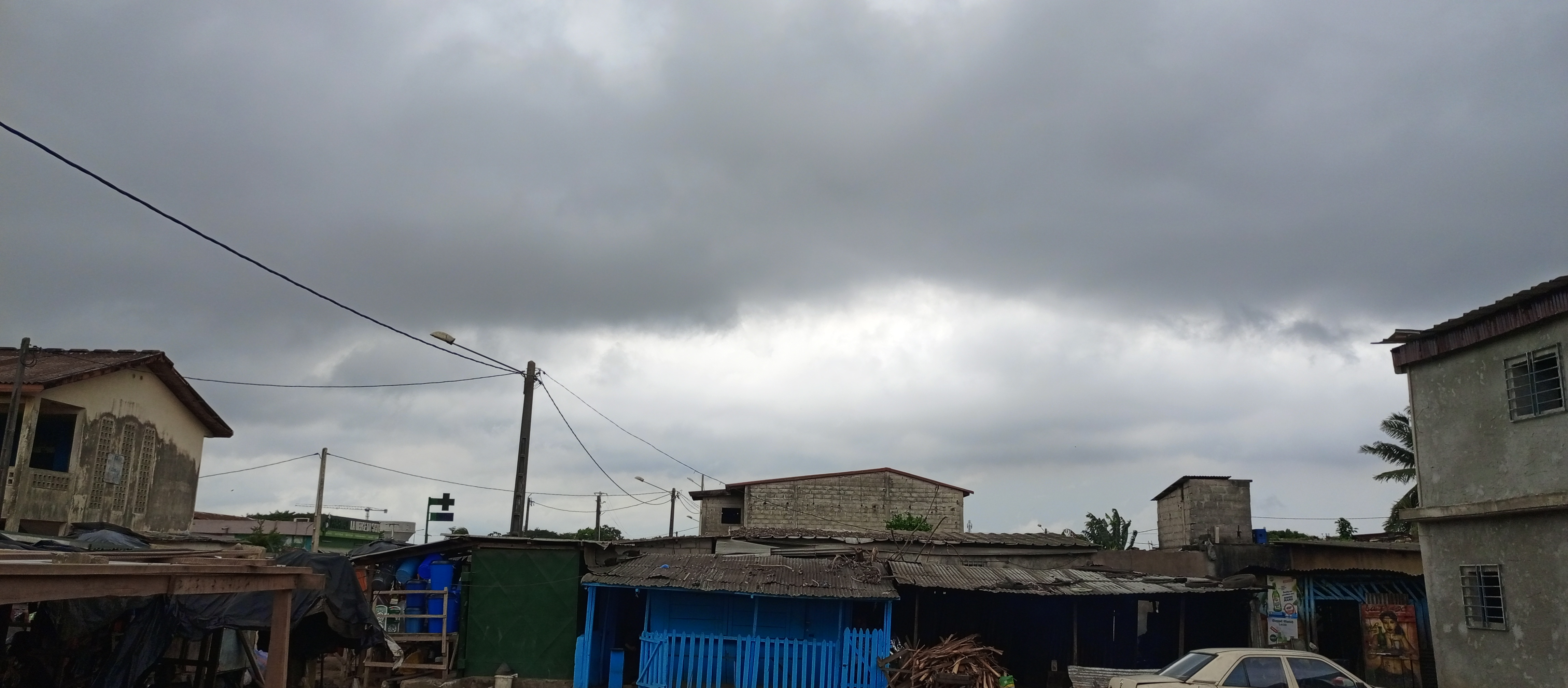
Ciel nuageux à Abobo (une commune d'Abidjan) en février 2023.

Situé au Sud, le climat subéquatorial est caractérisé par des températures de faibles amplitudes de (25 °C à 30 °C), un fort taux d'humidité (de 80 à 90 %) et des précipitations abondantes, qui atteignent à Abidjan 1 766 mm3 et à Tabou 2 129 mm3. Cette zone connaît quatre saisons: deux saisons sèches et deux saisons humides.
La grande saison sèche, chaude, est entrecoupée de quelques pluies et s'étend du mois de décembre au mois d'avril. La petite saison sèche couvre les mois d'août et de septembre. Quant aux saisons de pluie, elles s'échelonnent de mai à juillet pour la grande et d'octobre à novembre pour la petite,.

### Climat de montagne
Le climat de montagne se situe à l'Ouest de la Côte d'Ivoire. Il comprend deux saisons: une longue saison de pluie et courte saison sèche. Les précipitations y sont abondantes (1 700 à 2 300 mm par an). La température moyenne est de 25 °C. Le climat est favorable aux activités humaines et à l’installation de l’homme.

### Climat tropical de savane humide
Le climat tropical de savane humide couvre le nord de la zone forestière du sud et le sud de la région des savanes. Les températures, à amplitudes plus importantes, y oscillent entre 14 °C et 33 °C avec une hygrométrie de 60 % à 70 % et des précipitations annuelles de 1 200 mm3 à Bouaké. Cette région climatique connaît également quatre saisons: deux saisons sèches, de novembre à mars et de juillet à août et deux saisons pluvieuses, de juin à octobre et de mars à mai.

### Climat tropical de savane sec

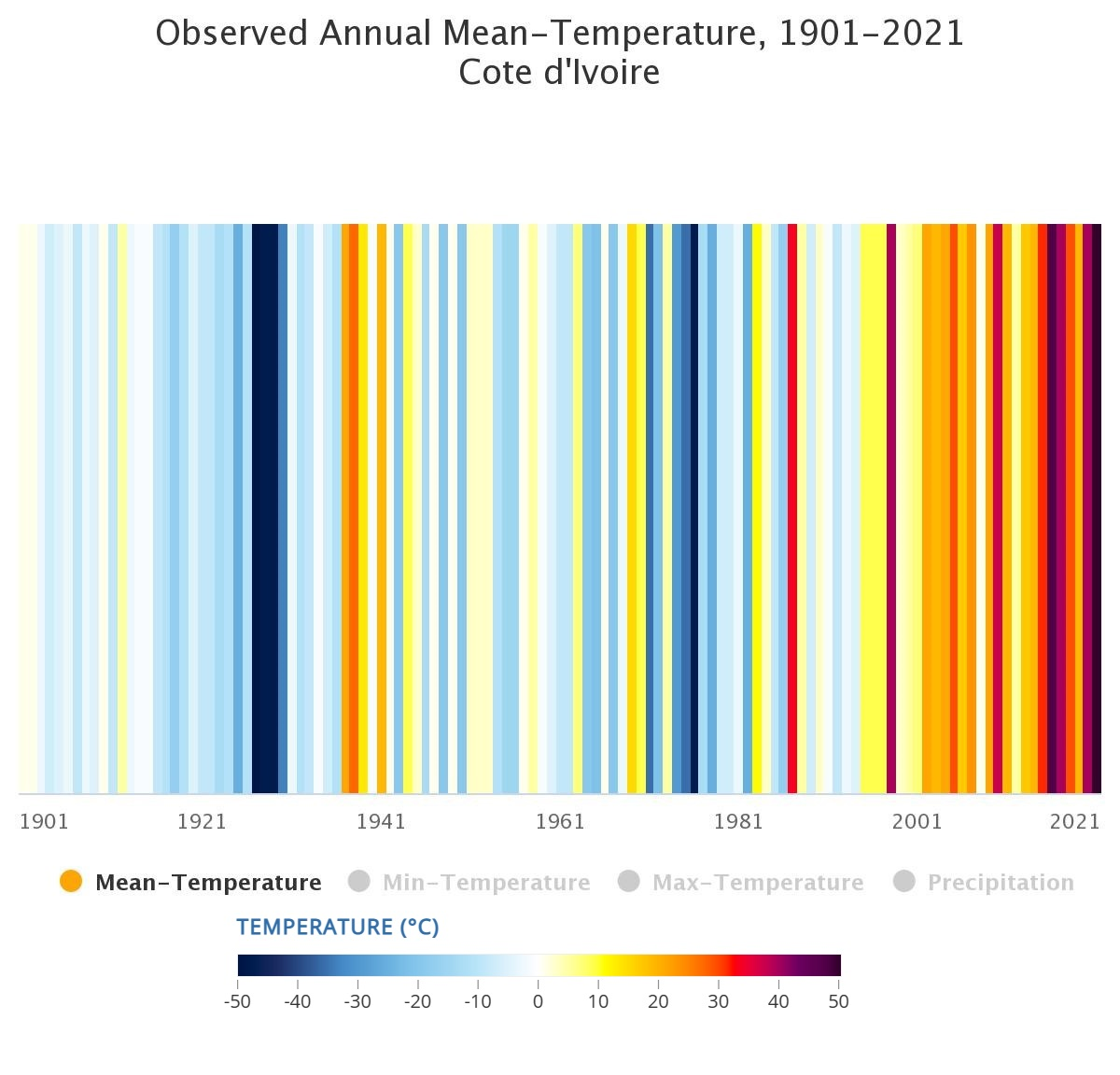
Température moyenne annuelle observée en Côte d'Ivoire de 1901 à 2021.

Le climat de savane sec concerne principalement la région des savanes. Les amplitudes thermiques quotidiennes et annuelles y sont relativement importantes, de l'ordre de 20 °C, le taux d'humidité, inférieur à celui du sud du pays, varie de 40 % à 50 %. La zone considérée est caractérisée par la présence intermittente entre les mois de décembre et février de l'harmattan, vent frais et sec. On y relève deux saisons: l'une sèche, de novembre à juin, ponctuée par quelques pluies au mois d'avril, et l'autre pluvieuse, couvrant la période de juillet à octobre. Les précipitations moyennes enregistrées sont de 1 203 mm3 à Korhogo.

## Températures
Les températures moyennes mensuelles qui étaient de 26,5 °C dans les années 1960 à 1975, sont passées à 27,4 °C dès les années 2000, soit une hausse d’environ 1 °C en 25 ans.
Les études d’observation de la Société d'Exploitation et de Développement Aéroportuaire, Aéronautique et Météorologique (SODEXAM) montrent qu'au niveau de la thermométrie, la Côte d’Ivoire s’est réchauffée en moyenne de 0,6 °C depuis la décennie 1960. Parmi les dix années les plus chaudes enregistrées depuis 1960, neuf ont été relevées depuis l’an 2000. Les  cinq années  les plus chaudes de ce pays depuis 1960, sont 1998, 2010, 2016, 2018 et 2019.  Le record d’année la plus chaude en Côte d’Ivoire est l’année 2010 avec un écart de +1,3 °C,.
Selon le portail de connaissance sur le changement climatique, de 1901 à 2021, la température de la Côte d'Ivoire n'a cessé d'augmenter, malgré la variabilité naturelle.

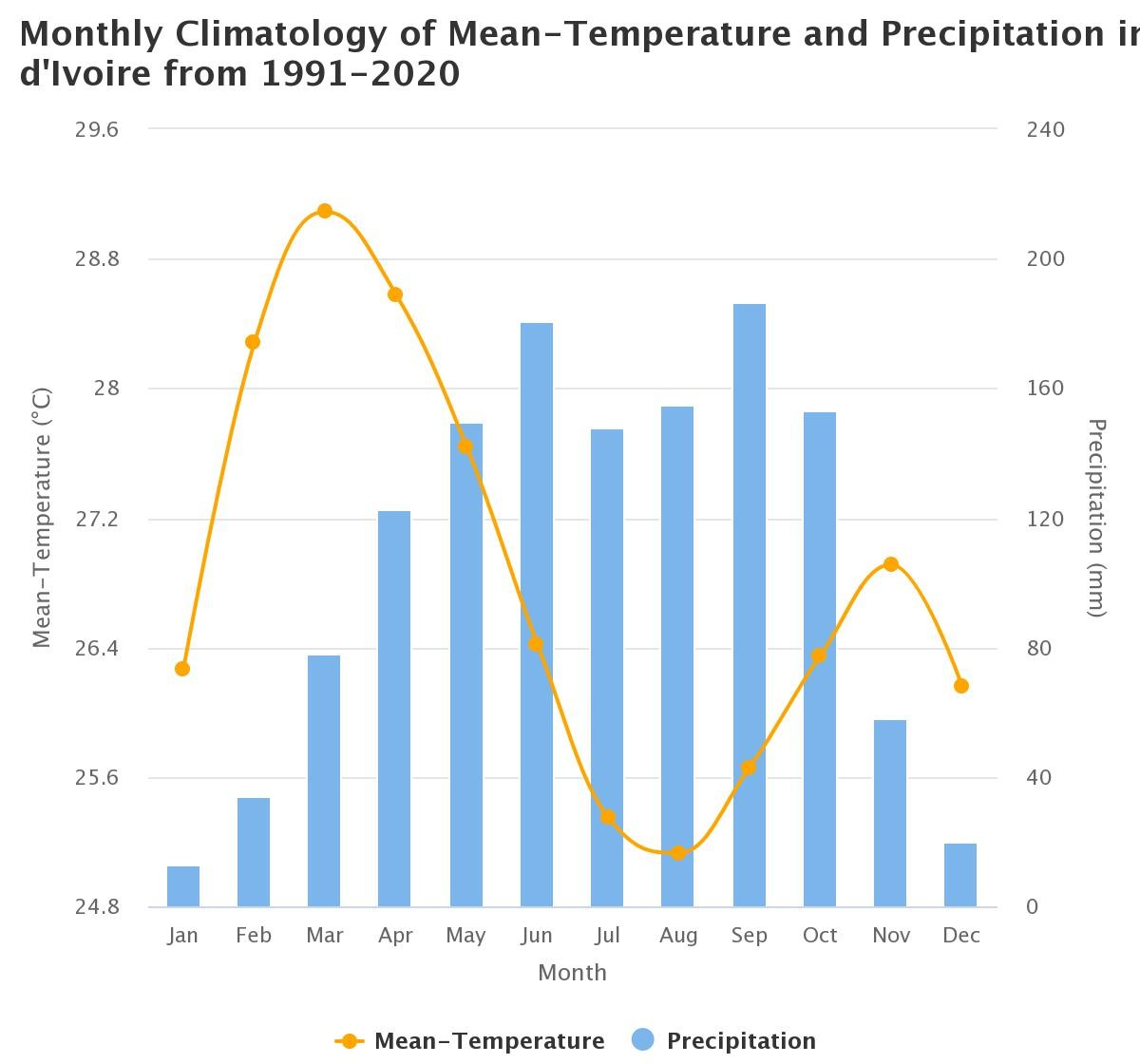
Climatologie mensuelle des températures moyennes et des précipitations en Côte d'Ivoire de 1991 à 2020

## Pluviométries
Le climat de la Côte d'Ivoire a connu  de nombreuses fluctuations depuis les années 1950. Les années 1950 et 1960 ont été relativement humides, tandis que les années 1970 à 2020 ont été relativement sèches avec peu d'événements humides. La quantité moyenne de précipitations diminue d'environ 7 % par rapport à la moyenne climatique (de référence) des années 1961-1990,.

## Pluies exceptionnelles
Le pays a connu des périodes de pluies historiques, notamment celles enregistrées le 19 juin 2018 dans la commune de Cocody, où 302,3 mm de pluie sont tombés en une journée. En 2022, Cocody a enregistré 252 mm de précipitations quotidiennes le 25 juin 2020  et a également été classée comme exceptionnelle. Cela indique une récurrence des conditions climatiques extrêmes  ces dernières années.

## Relevés météorologiques de certaines villes ivoiriennes
| Mois                              | jan. | fév. | mars | avril | mai | juin | jui. | août | sep. | oct. | nov. | déc. | année |
| --------------------------------- | ---- | ---- | ---- | ----- | --- | ---- | ---- | ---- | ---- | ---- | ---- | ---- | ----- |
| Température minimale moyenne (°C) | 23   | 24   | 21   | 25    | 25  | 24   | 24   | 23   | 22   | 24   | 24   | 24   | 21    |
| Température maximale moyenne (°C) | 31   | 32   | 32   | 32    | 31  | 29   | 28   | 27   | 28   | 29   | 31   | 31   | 32    |
| Précipitations (mm)               | 21   | 49   | 110  | 159   | 319 | 607  | 201  | 32   | 69   | 165  | 149  | 92   | 1 973 |

| Diagramme climatique                                  |        |         |         |         |         |         |        |        |         |         |        |
| J                                                     | F      | M       | A       | M       | J       | J       | A      | S      | O       | N       | D      |
| 312321                                                | 322449 | 3221110 | 3225159 | 3125319 | 2924607 | 2824201 | 272332 | 282269 | 2924165 | 3124149 | 312492 |
| Moyennes : • Temp. maxi et mini °C • Précipitation mm |        |         |         |         |         |         |        |        |         |         |        |

| Mois                              | jan. | fév. | mars | avril | mai | juin | jui. | août | sep. | oct. | nov. | déc. | année |
| --------------------------------- | ---- | ---- | ---- | ----- | --- | ---- | ---- | ---- | ---- | ---- | ---- | ---- | ----- |
| Température minimale moyenne (°C) | 20   | 20   | 21   | 21    | 22  | 21   | 20   | 20   | 20   | 20   | 21   | 20   | 20    |
| Température maximale moyenne (°C) | 33   | 34   | 34   | 33    | 33  | 31   | 29   | 29   | 30   | 32   | 33   | 33   | 34    |
| Précipitations (mm)               | 15   | 44   | 90   | 134   | 140 | 141  | 105  | 109  | 199  | 128  | 34   | 20   | 1 159 |

| Diagramme climatique                                  |        |        |         |         |         |         |         |         |         |        |      |
| J                                                     | F      | M      | A       | M       | J       | J       | A       | S       | O       | N      | D    |
| 332015                                                | 342044 | 342190 | 3321134 | 3322140 | 3121141 | 2920105 | 2920109 | 3020199 | 3220128 | 332134 | 3320 |
| Moyennes : • Temp. maxi et mini °C • Précipitation mm |        |        |         |         |         |         |         |         |         |        |      |

| Mois                              | jan. | fév. | mars | avril | mai | juin | jui. | août | sep. | oct. | nov. | déc. | année |
| --------------------------------- | ---- | ---- | ---- | ----- | --- | ---- | ---- | ---- | ---- | ---- | ---- | ---- | ----- |
| Température minimale moyenne (°C) | 18   | 18   | 22   | 23    | 22  | 21   | 21   | 21   | 20   | 20   | 18   | 16   | 16    |
| Température maximale moyenne (°C) | 34   | 35   | 36   | 35    | 34  | 31   | 30   | 29   | 30   | 31   | 32   | 33   | 36    |
| Précipitations (mm)               | 8    | 15   | 38   | 82    | 121 | 168  | 293  | 356  | 274  | 155  | 47   | 16   | 1 573 |

| Diagramme climatique                                  |        |        |        |         |         |         |         |         |         |        |      |
| J                                                     | F      | M      | A      | M       | J       | J       | A       | S       | O       | N      | D    |
| 34188                                                 | 351815 | 362238 | 352382 | 3422121 | 3121168 | 3021293 | 2921356 | 3020274 | 3120155 | 321847 | 3316 |
| Moyennes : • Temp. maxi et mini °C • Précipitation mm |        |        |        |         |         |         |         |         |         |        |      |

## Réchauffement climatique
La Côte d'Ivoire est particulièrement susceptible d'être affectée par les effets du changement climatique. Elle fait partie des pays les plus vulnérables, avec un indice de vulnérabilité au changement climatique qui la classe au 145e rang sur 181 pays (en 2022),.

### Réchauffement climatique et pauvreté
Le changement climatique en Côte d'Ivoire pourrait faire basculer dans l’extrême pauvreté de 2 à 6 % de ménages supplémentaires d’ici 2030. Ce qui signifie que 7 millions de personnes vivront avec moins de 1 200 FCFA soit 1,90 dollars par jour, contre 6 millions aujourd’hui.

### Dégradation des zones côtières
La dégradation du littoral se manifeste par l’épuisement des ressources halieutiques, la pollution, les inondations et l’érosion côtière.

### Perte de la biodiversité
Plusieurs causes ont accentué la perte de la biodiversité en Côte d'Ivoire. La croissance dramatique de la population, Le manque de politique et d'incitation pour la conservation des ressources sauvages